# Maximes (poèmes vieil-anglais)
Ne doit pas être confondu avec Maxim's.
Maximes I (A, B et C) et Maximes II (en anglais respectivement Maxims I et Maxims II) sont des poèmes gnomiques de versification allitérative en vieil anglais. Maximes I se trouve dans le livre d’Exeter, et Maximes II dans le manuscrit Cotton Tiberius B i, à la British Library de Londres. Il leur est donné le même titre, bien que leurs contenus soient différents, car les thèmes abordés sont très proches.

## MaximesI
Maximes I se trouve dans la deuxième partie du livre d’Exeter. L’auteur ou les auteurs en sont inconnus, ainsi que la période de la copie, mais l’on suppose qu’elle date de la seconde moitié du Xe siècle. Les maximes évoquent des sujets allant de l’au-delà à la Nature ou au statut social des femmes. Ces maximes relèvent de la poésie gnomique plutôt que d’une simple collection de proverbes.
Maximes I est divisé en trois sections. La première commence par un dialogue dans lequel l’écrivain reprend un raisonnement présent dans d’autres textes en vieil anglais. La deuxième parle de phénomènes naturels comme le gel ou les saisons, et contient un passage à propos de l’accueil qu’une femme réserve à son mari à son retour. La dernière contient une comparaison entre Wōden (divinité équivalente à Odin), créateur des idoles, et le dieu chrétien, créateur « du ciel et des cieux » ; elle contient aussi des réflexions sur ceux qui ont été exilés, le besoin au quotidien de courage, etc.

## MaximesII
Le poème Maximes II n’a pas une structure claire ; il traite beaucoup de thème, mais ne semble pas mener quelque part. Certains le voient comme une compilation de poésie. On peut cependant lui trouver une « cohérence organique » en considérant chaque sentence liée à ses voisines.
Maximes II a probablement été copié par des moines, car le poème contient des sentences de nature religieuse. Seul Paul Cavill considère que l’auteur n’était pas un moine, et que l’incohérence apparente sert à opposer le Christ et le Destin et renforcer les thèses païennes.
Dans Maximes II on parle aussi d'un dragon : 
The dragon belongs in its barrow, canny and jealous of its jewels - 
Le dragon appartient à son tumulus (sa colline), rusé et jaloux de ses joyaux

## Informations externes
- Maxims I et Maxims II, Labyrinth Library, textes sur le site de l’université de Georgetown.
- Maxims I et Maxims II, Anglo-Saxon Aloud, textes commentés par Michael D. C. Drout sur le site du Wheaton College.

### Éditions et traductions anglaises
- (en) G. Krapp et E. Dobbie, The Exeter Book, New York, Columbia University Press, 1936.
- (en) H. Aertsen et R. (Jr.) Bremmer, Companion to Old English poetry, Amsterdam, VU University Press, 1994.
- (en) S. A. J. (tr.) Bradley, Anglo-Saxon poetry, York, Everyman’s Library, 1982.

### Sources
1. ↑  Aertsen et Bremmer 1994, p. 111 : « lack of unity characterizes these lines. »
2. ↑  Greenfield et Evert 1975, p. 338 : « a rambling style which covers a great deal of ground, yet never reaches any particular goal. »
3. ↑  (en) Aertsen & Bremmer, Companion to Old English Poetry (Amsterdam: VU Press, 1994)  p. 111
4. ↑  Orchard 1998, p. 504 : « It can be argued that each maxim is implicitly linked to its neighbor and that, far from being a haphazard list of commonplaces, Maxims II (like Maxims I) has a coherent organic structure. »

## Exemples
1. ↑  Bradley 1982, p. 349 : « heaven and the spacious skies. »
2. ↑  Par exemple, « The shape of the future is obscure and unknowable; the Lord alone knows it, the Redeeming Father », Bradley 1982, p. 515, soit « La forme de l’avenir est obscure et inconnaissable ; le Seigneur seul la connait, le Père Sauveur ». On peut voir l’influence chrétienne sur le scop en comparant aux proverbes de l’Ancien Testament, « Do not boast about tomorrow, for you do not know what a day may bring forth » (proverbes 27:1, Ancien testament).
3. ↑  Paul Cavill cite la sentence « ... the powers of Christ are great, fate is strongest », Cavill 1999, p. 133.